# Athènes 2004 (jeu vidéo)
 (février 2014).
Si vous disposez d'ouvrages ou d'articles de référence ou si vous connaissez des sites web de qualité traitant du thème abordé ici, merci de compléter l'article en donnant les références utiles à sa vérifiabilité et en les liant à la section « Notes et références ».
Athènes 2004 (Athens 2004) est le jeu vidéo olympique officiel des Jeux olympiques d'été de 2004 à Athènes.
Le jeu est initialement une exclusivité Sony Computer Entertainment. La version PC sort deux mois après les olympiades,.

## Épreuves
Il y a 25 épreuves dans ce jeu.
- Athlétisme
  - Sprints: 100 m, 200 m et 400 m
  - Demi-fond: 800 m et 1500 m
  - Haies: 100 m haies pour les femmes, 110 m haies pour les hommes
  - Saut: Saut en longueur, Triple saut, Saut en hauteur et Saut à la perche
  - Lancer: Lancer du disque, Lancer du javelot et Lancer du poids
- Natation
  - 100 m dos, nage libre, brasse et papillon
- Gymnastique
  - Artistique: Sol (gymnastique), Anneaux (homme seulement) et Saut de cheval
- Équitation
  - Saut d'obstacles (évènement mixte)
- Haltérophilie
  - +105 kg. épaulé-jeté (homme seulement)
- Tir à l'arc
  - 70 m individuel (femmes seulement)
- Tir sportif
  - Tir au pigeon d'argile (homme seulement)

## Pays
Un record de 64 pays sont présents dans le jeu.
- Algérie
- Argentine
- Australie
- Autriche
- Bahamas
- Belgique
- Brésil
- Bulgarie
- Cameroun
- Canada
- Chili
- Chine
- Colombie
- Croatie
- Cuba
- République tchèque
- Danemark
- Égypte
- Éthiopie
- Fidji
- Finlande
- France
- Gambie
- Allemagne
- Grande-Bretagne
- Grèce
- Hong Kong
- Hongrie
- Inde
- Iran
- Irlande
- Israël
- Italie
- Jamaïque
- Japon
- Kenya
- Corée du Nord
- Corée du Sud
- Malaisie
- Mexique
- Maroc
- Pays-Bas
- Nouvelle-Zélande
- Nigeria
- Norvège
- Pakistan
- Philippines
- Pologne
- Portugal
- Roumanie
- Russie
- Arabie saoudite
- Sénégal
- Serbie-et-Monténégro
- Singapour
- Sri Lanka
- Espagne
- Suède
- Suisse
- Trinité-et-Tobago
- Turquie
- Ukraine
- Émirats arabes unis
- États-Unis